# Partamona chapadicola
Partamona chapadicola är en biart som beskrevs av José Gomes Pedro och Camargo 2003. Partamona chapadicola ingår i släktet Partamona och familjen långtungebin. Inga underarter finns listade i Catalogue of Life.